# جون إي. برنس
جون إي. برنس (بالإنجليزية: John E. Prince)‏ هو شخصية أعمال وفلاح وسياسي أمريكي، ولد في 3 يناير 1868، وتوفي في 15 أكتوبر 1947. حزبياً، نشط في الحزب الجمهوري. وقد انتخب عضو جمعية ولاية ويسكونسن.